# Henry Hyndman
Henry Mayers Hyndman (Londres, 7 de marzo de 1842 – 20 de noviembre de 1921) fue un político inglés. Inicialmente conservador, su lectura del Manifiesto Comunista de Karl Marx le convirtió al socialismo y promovió en 1881 la fundación del primer partido político británico de izquierdas, la Federación Democrática, más tarde conocida como Federación Socialdemócrata. Aunque este organismo atrajo a radicales como William Morris y George Lansbury, Hyndman fue mayoritariamente calificado de forma negativa como un autoritario incapaz de unir a su partido. Fue el primer autor en difundir las obras de Marx en idioma inglés.

## Primeros años
Hijo de un acaudalado hombre de negocios, Hyndman nació el 7 de marzo de 1842 en Londres. Tras ser educado en el hogar, ingresó en el Trinity College de Cambridge. Hyndman lo recordaba así más tarde:
«Tuve la educación habitual de un chico y un joven acomodados. Estudié matemáticas mucho hasta que fui a Cambridge, donde debería haberlas estudiado aún más, por supuesto, pero entonces las abandoné completamente y me consagré al esparcimiento y la literatura general… Trinity o, para tal asunto, cualquier otra universidad, es en la práctica un semillero reaccionario desde un punto de vista social. Los jóvenes miraban a cualquiera que no fuese técnicamente un gentleman como a cads, tal como los atenienses clasificaban a todos los que no fuesen griegos como bárbaros».

«Era un concienzudo radical y republicano en aquellos tiempos –teóricamente–... con una gran admiración por John Stuart Mill, y más tarde, recuerdo, consideraba a John Morley como al mesías».
Tras graduarse en 1865 estudió derecho durante dos años antes de decidir convertirse en periodista.
Como jugador de cricket de primera clase, jugó con el Cambridge University Cricket Club, el Marylebone Cricket Club (MCC) y el Sussex County Cricket Club en trece partidos como bastman diestro entre 1864 y 1865.
En 1866 Hyndman ejerció de corresponsal del Pall Mall Gazette en la guerra de Italia contra Austria. Hyndman se sintió horrorizado por la realidad de la guerra y se encontró violentamente mal tras visitar el frente. Se entrevistó con los líderes del movimiento nacionalista italiano y simpatizó generalmente con su causa.
En 1869 viajó por el mundo, visitando los Estados Unidos, Australia y varios países europeos. Continuó escribiendo para el Pall Mall Gazette, donde alabó los méritos del imperialismo británico y criticó a quienes defendían al movimiento autonomista irlandés. Hyndman fue asimismo muy hostil con los experimentos democráticos que estaban teniendo lugar en los Estados Unidos.
Contrajo matrimonio con Matilda Ware (c. 1846-1913) en 1876 y posteriormente con Rosalind Travers (c. 1875-1923) en 1914.

## Trayectoria política

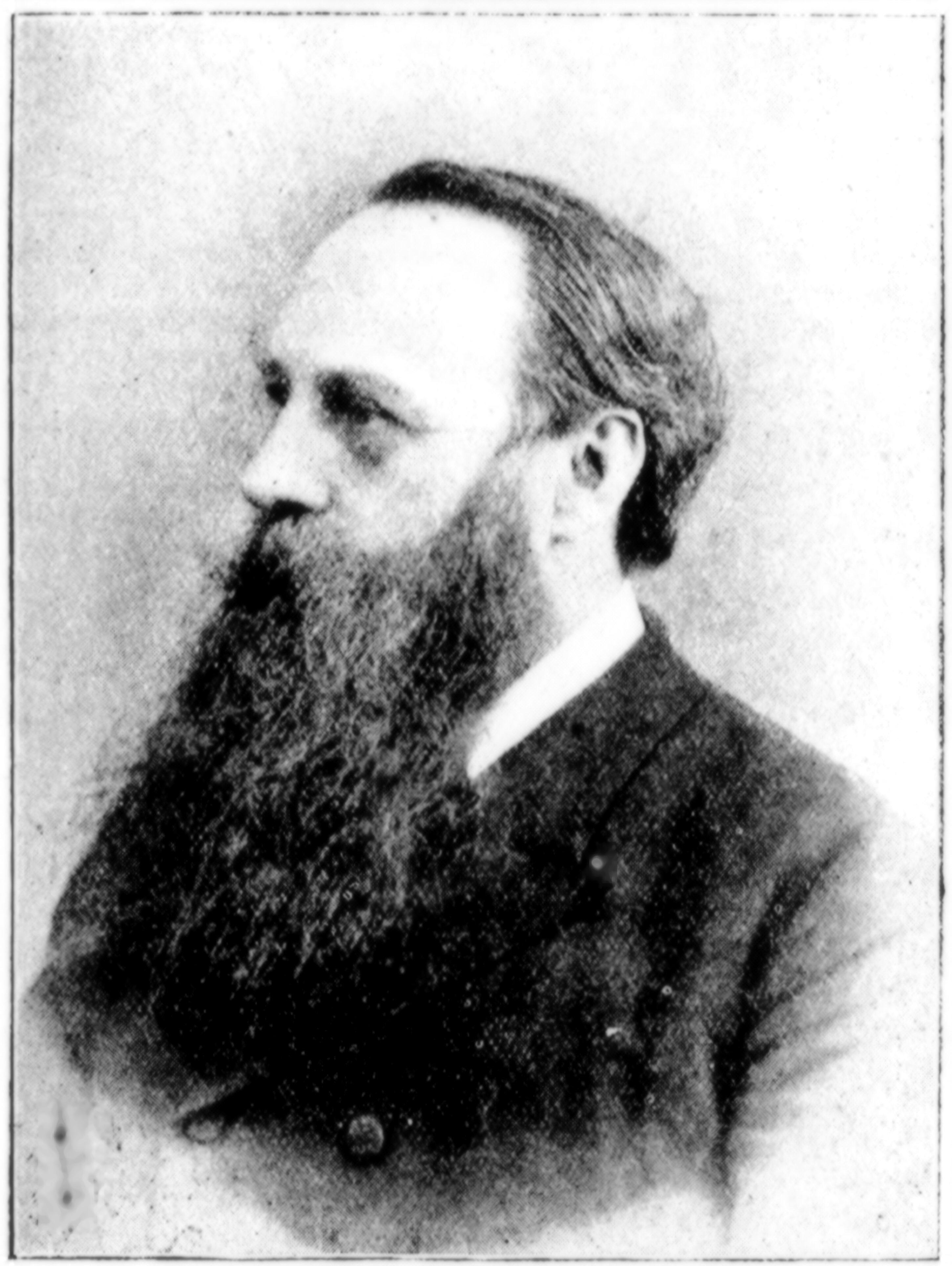
Henry Hyndman en torno a 1895

Hyndman decidió entrar en política pero, incapaz de encontrar un partido al que dar completo apoyo, decidió presentarse como independiente por la circunscripción de Marylebone en las elecciones generales de 1880. Denunciado como tory por William Gladstone, Hyndman obtuvo escasos apoyos del electorado y, afrontando una derrota segura, se retiró de la pugna electoral. 
Poco después de las elecciones, leyó una novela basada en la vida de Ferdinand Lassalle. Fue fascinado por su figura y decidió investigar sobre este héroe romántico que había sido asesinado en un duelo en 1864. Al descubrir que Lassalle había sido socialista, en algunas ocasiones amigo y en otras adversario de Karl Marx, Hyndman leyó el Manifiesto Comunista y, aunque albergaba dudas sobre algunas de las ideas de Marx, se sintió ampliamente impresionado por su análisis del capitalismo.
Hyndman estuvo asimismo altamente influido por el libro Progress and Poverty y la ideología de Henry George, conocida actualmente como georgismo.
Hyndman decidió formar el primer partido político socialista de Gran Bretaña. La Federación Democrática celebró su primera reunión el 7 de junio de 1881. Muchos socialistas estaban preocupados por el hecho de que en el pasado Hyndman se hubiese opuesto a las ideas socialistas, pero este les persuadió de que había cambiado sus posiciones verdaderamente, contándose entre los que en aquel momento se unieron a la Federación a William Morris y la hija de Marx, Eleanor Marx. Sin embargo, Friedrich Engels, veterano colaborador de Marx, rechazó apoyar la empresa de Hyndman.
Hyndman escribió los primeros textos que popularizaron las ideas de Karl Marx en inglés, como England for All en 1881. El libro fue extremadamente exitoso, un hecho que cebó de antipatía a Marx dado el hecho de que omitió citarle por su nombre en la introducción. Esta obra fue seguida en 1883 por Socialism Made Plain, que exponía las políticas de la entonces renombrada como Federación Socialdemócrata (SDF). Incluía las reivindicaciones del sufragio universal y la nacionalización de los medios de producción y distribución. La SDF publicó también el periódico Justice, editado por el periodista Henry Hyde Champion. 
Muchos miembros de la SDF cuestionaron las cualidades de Hyndman como líder. Era extremadamente autoritario e intentó restringir el debate interno en el partido. En una reunión de la SDF celebrada el 27 de diciembre de 1884, la ejecutiva aprobó, por una mayoría de dos votos (diez contra ocho), una moción de censura contra Hyndman. Cuando éste rechazó dimitir, algunos miembros, incluidos William Morris y Eleanor Marx, abandonaron el partido, formando la Liga Socialista. 
En las elecciones de 1885, Hyndman y Henry Hyde Champion, sin consultar a sus compañeros, aceptaron 340 libras de los conservadores para presentar candidatos en Hampstead y Kensington, siendo el objetivo dividir el voto liberal y por tanto permitir ganar al candidato conservador. Esta táctica fracasó, y los dos candidatos de la SDF obtuvieron solamente un total de 59 votos. La historia se filtró y la reputación política de ambos dirigentes se vio dañada debido a su aceptación del «oro tory». 
Durante la década de 1880, Hyndman fue un destacado miembro de la Irish National Land League y de la Land League de Gran Bretaña. Tomó parte en las manifestaciones de desempleados de 1887 y fue juzgado por su participación en los disturbios del West End de 1886, aunque finalmente absuelto.
Fue presidente del cuarto congreso de la Segunda Internacional celebrado en Londres en 1896. Tuvo posiciones pro-bóer durante la Segunda Guerra de los Bóeres. Continuó liderando la SDF y participó en las negociaciones para fundar el Comité de Representación Laborista (LRC) en 1900, precedente inmediato del Partido Laborista. Sin embargo, la SDF abandonó el LRC cuando quedó claro para ella que se estaba desviando de los objetivos que había marcado, y en 1911 promovió la creación del Partido Socialista Británico (BSP) cuando la SDF se fusionó con cierto número de agrupaciones del Partido Laborista Independiente.

## Antisemitismo
Hyndman era antisemita. Difundió opiniones antisemitas en relación con la Segunda Guerra de los Bóeres y culpó a los «banqueros judíos» y el «judaísmo imperialista» como causante del conflicto. Hyndman inculpó a «Beit, Barnato y sus colaboradores judíos» como conspiradores para crear un «imperio anglo-hebreo en África, extendiéndose desde Egipto hasta Ciudad del Cabo».
Hyndman pensaba que los judíos eran el eje central de una «siniestra internacional del oro opuesta a la internacional roja del socialismo». Asimismo, apoyó los disturbios antisemitas vieneses de 1885, argumentando que representaban un golpe contra el capital financiero judío.
Denunció repetidamente lo que percibía como el abrumador poder de los «judíos capitalistas sobre la prensa de Londres», considerando que los «señores semitas de la prensa» habían creado la guerra en Sudáfrica. Hyndman continuó comprometido con las teorías de la conspiración en torno a los judíos, subrayando que «a no ser que afirmes que [los judíos] son la gente más capaz y brillante de la Tierra, tienes a todas sus agencias internacionales en contra».
Tal antisemitismo decepcionó a sus antiguos partidarios: Eleanor Marx escribió en privado a Wilhelm Liebknecht que el «Sr. Hyndman, cada vez que ha tenido ocasión de hacerlo con impunidad, se ha esforzado por lanzar a los trabajadores ingleses contra los extranjeros». Hyndman había atacado previamente a Eleanor Marx en términos antisemitas, afirmando que había «heredado en su nariz y boca el tipo judío del propio Marx».

## Tras la guerra
Hyndman enfadó a los miembros del BSP al apoyar la participación del Reino Unido en la Primera Guerra Mundial. El partido se dividió en dos, formando Hyndman un nuevo Partido Socialista Nacional. Hyndman permaneció como líder del pequeño partido hasta su fallecimiento por neumonía el 20 de noviembre de 1921.